# 马兰·马雷
马兰·马雷（Marin Marais、1656年5月（洗礼：31日）—1728年8月15日）是一位法国作曲家、指挥、维奥尔琴演奏家。
生于巴黎南部的贫民区，父亲是见习鞋匠。幼少时期的音乐才华受到肯定，于1667年进入当时巴黎最好的音乐教育机构圣日耳曼奥塞尔教堂唱诗班，1672年为止一直师从弗朗索瓦·沙普龙。唱诗班之后跟随桑特科隆布(Monsieur de Sainte-Colombe)学习维奥尔琴并被吕利门下的作曲家让-弗朗索瓦·拉卢埃特（Jean-François Lalouette）挖掘，1676年进入巴黎歌剧院。1679年8月1日起被任命为路易十四的宫廷维奥尔琴演奏家。他作为作曲家，于1693年和吕利合作创作了歌剧《阿尔西德》并称为出色的指挥。晩年从事维奥尔琴的教学。
1676年9月21日于卡特琳娜结婚，有十几个子女，其中数人也有音乐造诣。

## 作品
- 歌剧
  - 阿尔西德（1693年）
  - Ariane et Bacchus（1695年）
  - 阿尔西厄尼（Alcyone，1705年）
  - 塞墨勒（Sémélé，1709年）
- 器乐

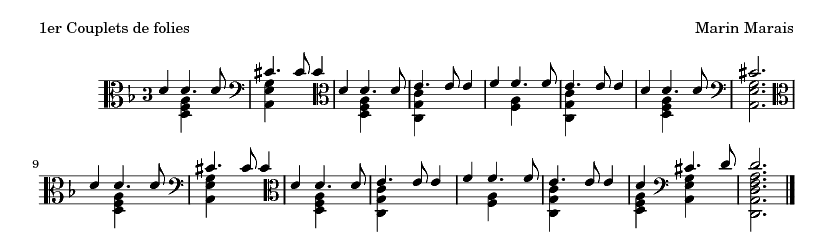
马兰·马雷《维奥尔琴独奏・二重奏曲集（第2巻）》为维奥尔琴和通奏低音而做的《西班牙狂舞曲》(Folies d'Espagne)第一段中维奥尔琴的谱例

- - 维奥尔琴独奏・二重奏曲集（第1巻）（1686年8月、通奏低音1689年3月）
  - 三重奏奏鸣曲集（1692年12月）
  - 维奥尔琴独奏・二重奏曲集（第2巻）（1701年）
  - 维奥尔琴曲集（第3巻）（1711年）
  - 维奥尔琴曲独奏・三重奏集（第4巻）（1717年、包括名曲《外域组曲》 Suitte d'un Goût Étranger）
  - “音阶”及其他合奏曲集（1723年）
  - 维奥尔琴曲集（第5巻）（1725年）
    - 以作者亲身经历为题材带有旁白的乐曲《膀胱结石手术[1][2]图》为名。

## 相关信息
- 1990年 阿兰·科尔诺（Alain Corneau） 导演的法国电影《日出时让悲伤终结》（Tous les matins du monde）描绘了桑特科隆布(Monsieur de Sainte-Colombe)的一生，片中音乐大量采用了马兰·马雷的作品，剧中的老年马兰·马雷由傑哈·德巴狄厄（Gérard Depardieu）扮演，青年马兰·马雷由纪尧姆·德帕迪约（ Guillaume Depardieu）扮演。